# Langlois (Stany Zjednoczone)
Langlois – jednostka osadnicza w Stanach Zjednoczonych, w stanie Oregon, w hrabstwie Curry.